# Tormod
Tormod ist ein norwegischer männlicher Vorname.

## Herkunft und Bedeutung
Tormod ist abgeleitet von dem altnordischen Namen Þórmóðr mit der Bedeutung „Thors Sinn“ (engl.: Thor’s mind), gebildet aus den Elementen Þórr (Thor) und móðr (engl.: mind, mood).

## Namensträger

### Form Tormod
- Tormod Andreassen (* 1951), norwegischer Curler
- Tormod Haugen (1945–2008), norwegischer Schriftsteller und Übersetzer
- Tormod Knutsen (1932–2021), norwegischer Nordischer Kombinierer
- Tormod Knutsen „Tom“ Mobraaten (1910–1991), kanadischer Skisportler norwegischer Herkunft
- Tormod Sæverud (* 1938), norwegischer Komponist

### Form Tórmóður / Þormóður
- Tórmóður Sigurðsson oder Tormod Sigurdsson († 1531), Løgmaður der Färöer
- Þormóður Jónsson (* 1983), isländischer Judoka
- Þormóður Torfason (1636–1719), isländischer Historiker